# Linum meletonis
Linum meletonis är en linväxtart som beskrevs av Hand.-mazz.. Linum meletonis ingår i släktet linsläktet, och familjen linväxter. Inga underarter finns listade i Catalogue of Life.